# Identificació dels animals
La identificació dels animals és cadascuna de les tècniques que s'utilitzen per a reconèixer un animal com a membre d'una determinada espècie, raça o grup, o per a reconèixer-lo individualment. Es realitza amb diverses finalitats, com ara verificar-ne la propietat, control de la bioseguretat, control de la traçabilitat alimentària i sanitària, control genealògic, gestió ramadera, o fer-ne el seguiment amb propòsits de recerca o agrícola, entre d'altres. D'altra banda, alguns animals estan subjectes a una identificació obligatòria en l'ordenament jurídic d'alguns països.
En el cas de la identificació individual s'assigna un número o un codi d'identificació (combinació alfanumèrica) a cada animal per poder-lo identificar individualment ja sigui dins una granja o d'acord amb una metodologia preestablerta per l'Administració pública, amb finalitats productives, sanitàries, censals, de responsabilitat legal i d'altres. L'Administració pública estableix l‘obligatorietat d'identificar individualment determinats grup d'animals, establint el que s'anomena identificació oficial de l'animal. També, i existeix l'obligatorietat per part dels municipis de portar el cens dels animals de companyia d'algunes espècies, establint-se la identificació censal de l'animal.

## Història
La identificació individual dels animals mitjançant marques al seu cos s'ha practicat des de fa més de 3.800 anys, com es veu al Codi d'Hammurabi. Els primers sistemes oficials documentats d'identificació són del segle xviii. A l'Uruguai, per exemple, ja hi havia en aquells temps un registre de marques a ferro.

## Tècniques d'identificació dels animals
El Diccionari de Veterinària i Ramaderia publicat pel Termcat recull de diferents tècniques d'identificació dels animals.
El sistema més bàsic d'identificació dels animals és la descripció o registre de característiques identificatives pròpies de l'animal que el fan diferent d'altres individus de la mateixa espècie, utilitzant tècniques com:
- l'obtenció d'empremtes, és a dir, obtenir una marca d'una regió del cos d'un animal per pressió.
  - empremta plantar: de les plantes dels peus dels gossos i els gats, que es fa servir principalment amb finalitats judicials.
  - empremta dels calls: obtinguda dels calls dels equins amb finalitats identificatives.
  - nasograma: obtinguda mitjançant la impressió sobre paper de la imatge de la regió del musell o l'extrem del nas dels porcs, els bovins, els ovins, el cabrum i els gossos en impregnar-la amb tinta, cera o per mitjans fotogràfics.
  - palatograma: obtinguda mitjançant la impressió del paladar dels equins en una substància modelable o mitjançant una fotografia.
- fotografia: utilitzada en els equins, els bovins i els animals de companyia que consisteix a fotografiar-los d'una forma i posició predeterminades.
- ressenya: utilitzada principalment en els equins, els bovins, els gossos i els gats, que consisteix en una descripció detallada de l'animal on es relacionen les seves característiques generals i se n'especifiquen els accidents i les marques.
- silueta, o ressenya gràfica: utilitzada principalment en els equins i els bovins de raça frisona que consisteix a dibuixar sobre el traç del contorn de l'animal la forma de les clapes i certes particularitats.
- grup sanguini: consisteix a obtenir sang, especialment dels equins i els bovins, per tal d'analitzar-ne determinats components i líquids orgànics.

El marcatge consisteix a aplicar una marca o senyal distintiu que es fa a un animal mitjançant diferents tècniques i que té com a finalitat identificar-lo, ja sigui individualment, o col·lectivament com a membre d'una espècie, raça, grup o, en el cas de la ramaderia, com a membre d'un ramat determinat, indicar-ne l'origen, la propietat o la qualitat. El marcatge pot ser temporal, quan té com a finalitat identificar un animal durant un cert període, o permanent, quan té com a finalitat identificar un animal durant tota la seva vida.
El marcatge sobre el cos mateix de l'animal pot fer-se per utilitzant diferents tècniques.
- per ferro roent: consisteix a aplicar sobre la pell dels cavalls, les vaques, les ovelles i les cabres un ferro roent, especialment en forma de lletra o número.
- per fred: consisteix a aplicar sobre la pell dels cavalls, les vaques i les cabres de pelatge fosc un ferro, generalment en forma de lletra o número, que prèviament refredat (normalment amb nitrogen líquid) provoca el creixement de pèl blanc en la zona afectada.

- per corrosió: marcatge que consisteix a aplicar sobre la pell de les vaques un tampó impregnat de líquid depilatori que provoca alopècia en la zona afectada.
- per incisions: consisteix a fer una incisió o "fesa" (tall llarg i estret) a l'orella de les vaques, les ovelles, les cabres, els porcs i els conills.

- per amputació, utilitzat per exemple en ratolins de laboratori, implica l'amputació total o parcial d'un o més dits com a mitjà d'identificació permanent.
- amb pintura: normalment són marcatges temporals o semi-permanents.
- tatuatge: sistema d'identificació indeleble utilitzat habitualment en els equins, els bovins, els ovins, el cabrum, els porcs i els gossos que consisteix a introduir, per mitjà de puncions, pigments colorants en forma de marques, lletres o números sota la pell.
- amb làser: utilitzat per exemple en peixos.

El marcatge per fixament o aplicació consisteix a fixar o col·locar una aplicació al cos d'un animal. Aquesta aplicació pot ser una peça de metall, fusta, cuir o plàstic que es fixa o col·loca en determinades parts del cos d'un animal per identificar-lo.
- Sistemes tradicionals
  - anellament (o anellatge): consisteix a fixar una aplicació en forma circular ("anella tarsiana") a les extremitats de l'aviram.
  - braçalets, polseres, o turmelleres: aplicació en forma circular que es fixa a la part distal de les extremitats dels quadrúpedes.
  - collar: a part de la funció de subjectar l'animal, el collar pot servir per a identificar-lo, ja sigui mitjançant el seu color o fixant-hi una placa identificativa, una medalla, un microxip o una esquella. En el cas de gossos i gats, es pot posar una placa identificativa fixada al collar on consta el nom de l'animal i les dades del propietari. Aquesta placa identificativa també pot fixar-se a altres parts del cos d'alguns animals, com per exemple a les ales d'algunes aus. Una medalla és una aplicació plana on consta un número, habitualment de dues xifres, que serveix per a identificar els bovins dins el ramat i que també es penja habitualment al collar.
  - cròtal: és una aplicació generalment en forma quadrangular que es fixa a l'orella dels bovins, els ovins, el cabrum i els porcs on consta el codi d'identificació.
  - etiquetes adhesives: més utilitzades per a marcatges temporals, especialment en experimentació o recerca.
- Sistemes electrònics d'identificació: Veure secció Sistemes electrònics d'identificació en aquest mateix article.

### Exemples de marcatge en algunes espècies
| Ocells - Anellament - Marcatge a les ales - Microxip subcutani (lloros) - Telemetria (aus de falconeria) Ovelles - Marcatge per fred - Marcatge a ferro calent - Collar - Talls o incisions a l'orella - Xapa d'orella o cròtals (no electrònic) - Cròtal electrònic - Pintura semi-permanent Porcs - Collars (electrònics i no electrònics) - Talls o incisions a l'orella - Xapa d'orella o cròtals (no electrònic) - Cròtal electrònic - Pintura semi-permanent - Tatuatge | Cavalls - Collars (no electrònics) - Marcatge a ferro calent - Marcatge per fred - Microxip subcutani Boví - Xapa d'orella o cròtals (no electrònic) - Cròtal electrònic - Bol ruminal electrònic - Collars (electrònics i no electrònics) - Turmelleres - Marcatge a ferro calent - Marcatge per fred - Talls o incisions a l'orella - Esquelles Gossos - Collar - Microxip subcutani - Tatuatge | Ratolins de laboratori - Talls o incisions a l'orella - Microxip subcutani - Tints per al pèl - Amputació de dits del peu Peixos - Microxip subcutani - Talls a les aletes - Etiquetes codificades - Transponedors integrats passius - Etiquetes sonores Mamífers marins - Transponedors - Etiquetes adhesives Invertebrats - Etiquetes adhesives - Pintura semi-permanent |

## Sistemes electrònics d'identificació d'animals
La identificació electrònica en animals es basa en l'aplicació a l'animal d'un dispositiu que al seu interior conté un microxip amb un transponedor. Un transponedor és un dispositiu electrònic capaç d'emmagatzemar i, posteriorment, transmetre una informació o codi que servirà per identificar de forma individual a l'animal portador d'aquest. El microxip es pot incorporar als sistemes de marcatge tradicionals, obtenint-se anells, braçalets, polseres o turmelleres, collars o cròtals electrònics. Tanmateix, els microxips també poden aplicar-se internament a l'animal, ja sigui en forma de: 
- un microxip subcutani, un dispositiu electrònic recobert d'una estructura protectora que s'implanta sota la pell de l'animal, principalment en gossos, gats o cavalls.

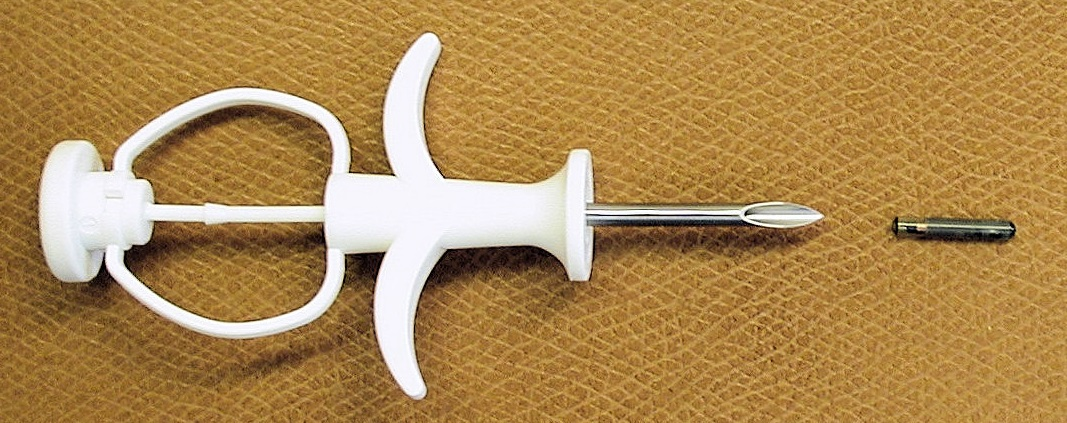
Microxip subcutani i aplicador

- un bol ruminal, una aplicació en forma esfèrica que conté un microxip i que s'introdueix per via oral perquè resti dins la panxa (rumen) dels bovins, dels ovins o del cabrum.

La utilització de microxips va lligada a la necessitat de disposar d'un lector, el dispositiu que permet llegir un microxip sense haver-lo d'extreure del cos de l'animal que el conté. Poden fer-se dos tipus de lectura: 
- estàtica: es realitza amb un lector de mà o portàtil, a un animal que es troba aturat. Es realitza apropant l'antena a la regió de l'animal on es troba localitzat el dispositiu. Aquest tipus de lectura permet fer un control d'inventari o stock dels animals de renda amb rapidesa i eficàcia, i és el que se sòl utilitzar per a animals de companyia.
- dinàmica: es realitza col·locant un lector en una mànega i fent passar els animals per aquesta. Algunes antenes tenen capacitat de lectura fins a un metre de distància i una capacitat de lectura de fins a 3 animals per segon, i poden estar connectats a un ordinador on quedaran enregistrats els números dels animals.

Els avantatges de la identificació electrònica respecte a la identificació convencional són diversos: l'estandardització a nivell mundial (basant-se en les normes ISO), la inviolabilitat del codi, la seva durabilitat, la possibilitat d'automatitzar i agilitzar la lectura sense necessitat de contacte visual directe, l'emmagatzematge electrònic de les dades reduint el volum de treball manual. Es tracta d'un sistema d'identificació que es troba en creixement degut a la millora de la gestió i la fiabilitat de la informació que suposa.

## Identificació animal obligatòria en veterinària i ramaderia
D'acord amb la normativa legal existent a Catalunya, és obligatòria la identificació individualitzada d'algunes espècies d'animals de companyia (gossos, gats i fures), dels èquids, dels bovins, ovins i el cabrum. Aquesta identificació té la finalitat d'identificar la propietat i responsabilitat sobre l'animal, així com la traçabilitat alimentària i sanitària.

### Identificació en gats, gossos i fures

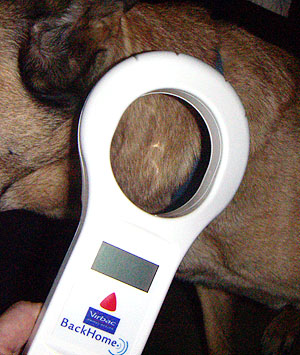
Lectura del microxip subcutani implantat en un gos

El sistema d'identificació electrònica dels gossos, gats i fures té diferents objectius: al propietari, li permet demostrar que l'animal és propietat legal seva, facilita la recuperació de l'animal en cas de pèrdua o robatori, i assegura l'autenticitat dels certificats de salut, així com els registres genealògics, gràcies a la inviolabilitat del sistema; a les autoritats sanitàries els permet el control sanitari dels animals i, d'aquesta manera pot establir programes de lluita i erradicació enfront possibles zoonosis i altres malalties més eficaçment. D'altra banda, evita l'abandonament de gossos o gats, a través de les sancions que imposa la legislació a la persona que realitza aquest acte i que figura com a propietari al registre d'identificació. Aquest sistema lliga al propietari i a l'animal i permet delimitar les seves responsabilitats.

A Espanya no existeix una llei comuna i única per totes les Comunitats Autònomes, de manera que tampoc existeix una base de dades o registre generalitzat. A Catalunya els posseïdors de gossos, gats i fures els han d'identificar dins els tres mesos següents a la data de naixement de l'animal o a la de la seva adquisició, identificació que fa personal qualificat d'una entitat reconeguda pel Departament d'Agricultura, Ramaderia i Pesca, mitjançant la implantació d'un microxip subcutani homologat. Després de la identificació, la persona o entitat responsable del marcatge lliura al posseïdor de l'animal un document acreditatiu on consten el sistema d'identificació utilitzat, el lloc on s'ha aplicat, el codi d'identificació, les dades de la persona o l'entitat que realitza el marcatge, l'espècie animal, la raça, el sexe i la data de naixement de l'animal. En qualsevol transacció d'un animal de companyia s'haurà de lliurar al nou posseïdor de l'animal el document acreditatiu de la seva identificació. El Registre general d'animals de companyia de Catalunya centralitza les dades de tots els animals de companyia i permet, per tant, tenir un coneixement exacte del nombre d'animals de companyia i de la seva localització.   

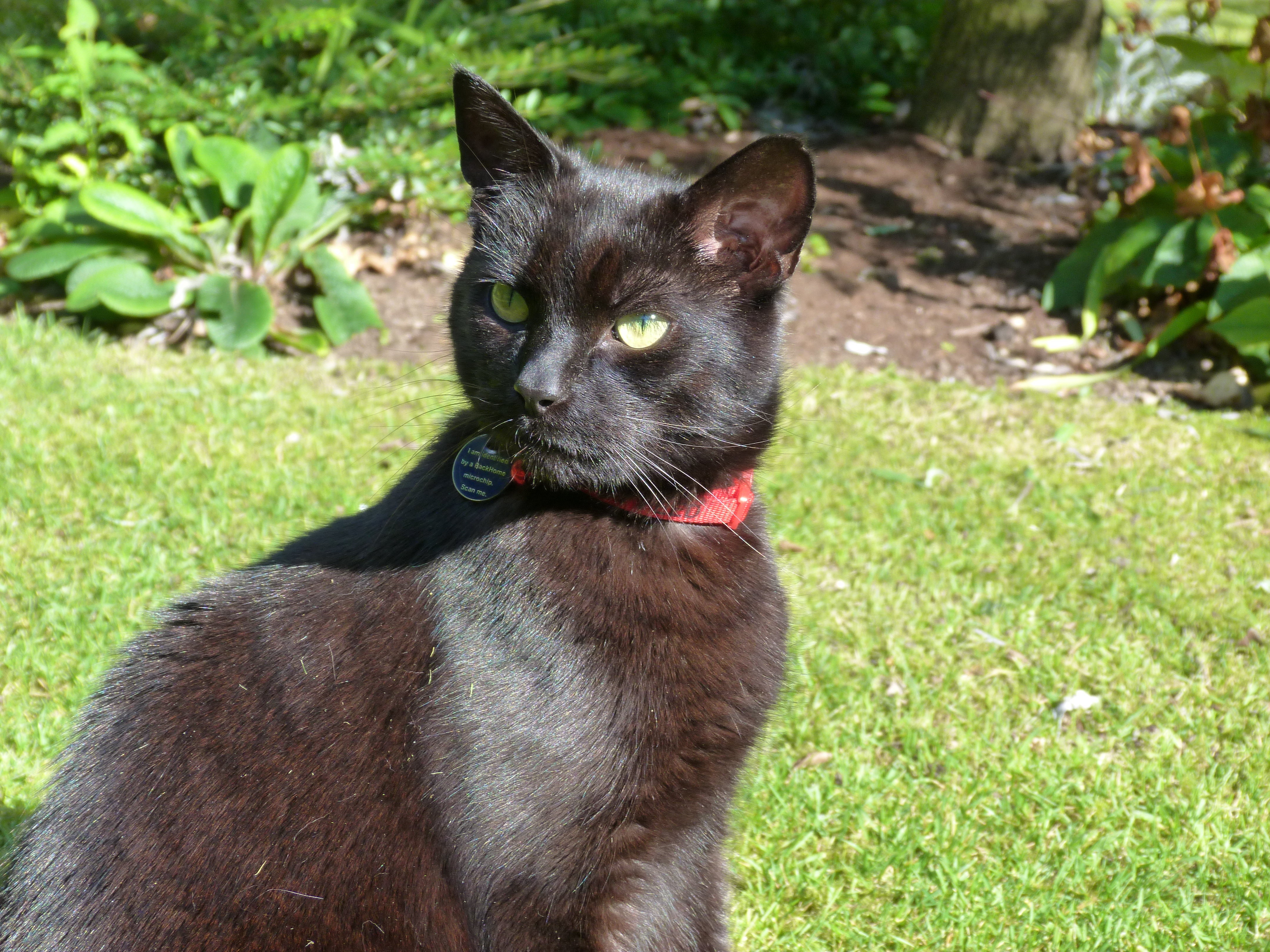
Gat amb una placa identificativa que inclou una rèplica de les dades incloses al microxip subcutani

La identificació electrònica de gossos i gats es basa en la implantació subcutània d'un microxip o transponedor, una petita càpsula (11 mm de longitud x 2 mm de diàmetre) portadora d'un dispositiu electrònic que conté un codi alfanumèric únic que permet la identificació de l'animal. Aquesta identificació ha de garantir la no-duplicitat, mitjançant un sistema d'assignació reconegut per la Direcció General de Producció i Indústries Agroalimentàries. El lloc d'aplicació habitual del microxip és, subcutàniament, al costat esquerre del coll perquè en aquesta zona no se sol realitzar l'aplicació d'altres productes farmacològics o vacunes. En el cas que no sigui possible l'aplicació al coll, una alternativa és la línia mitjana dorsal, a la zona de la creu, entre les escàpules. Habitualment l'aplicació del microxip no provoca reaccions adverses, no obstant, es poden produir les següents alteracions: abscessos o granuloma al lloc d'implantació, o migració des del punt d'implantació.
A nivell municipal, els ajuntaments han de disposar d'un registre censal d'animals de companyia i els posseïdors d'animals domèstics estan obligats a inscriure-hi els seus animals dins el termini de tres mesos comptats a partir de la data de naixement, d'adquisició, o de canvi de residència de l'animal. El registre censal de l'animal comporta el lliurament d'una placa identificativa, on hi consta el nom de l'animal i les dades del propietari o posseïdor de l'animal. Hi ha un règim de sancions per a animals incorrectament identificats o censats. Malgrat això encara hi ha molts gossos i gats que encara no estan censats, tot i que últimament el nombre d'animals inscrits al registre d'animals de companyia (ANICOM) ha crescut a la vora d'un 60%, passant de 98.787 l'agost de 2013, a 157.899 el mateix mes de 2014, a tot Catalunya.
La identificació electrònica és obligatòria a la majoria de comunitats autònomes espanyoles (excepte Múrcia). La identificació és obligatòria per a gossos a la resta de comunitats autònomes, essent opcional la identificació de la resta d'animals de companyia. Madrid, Andalusia, Ceuta, Melilla i la Rioja també obliguen a identificar els gats, i només Andalusia i Melilla inclouen les fures.
Normativa aplicable: 
- Reglament (CE) núm. 998/2003 del Parlament Europeu i del Consell, del 26 de maig de 2003, pel que s'aproven les normes zoosanitàries aplicables als desplaçaments dels animals de companyia sense ànim comercial i es modifica la Directiva 92/65/CEE del Consell. (Diari Oficial núm. L146, 13.6.2003)[5]
- Decret Legislatiu 2/2008, de 15 d'abril, pel qual s'aprova el Text refós de la Llei de protecció dels animals.[3]

### Identificació en cavalls i altres èquids

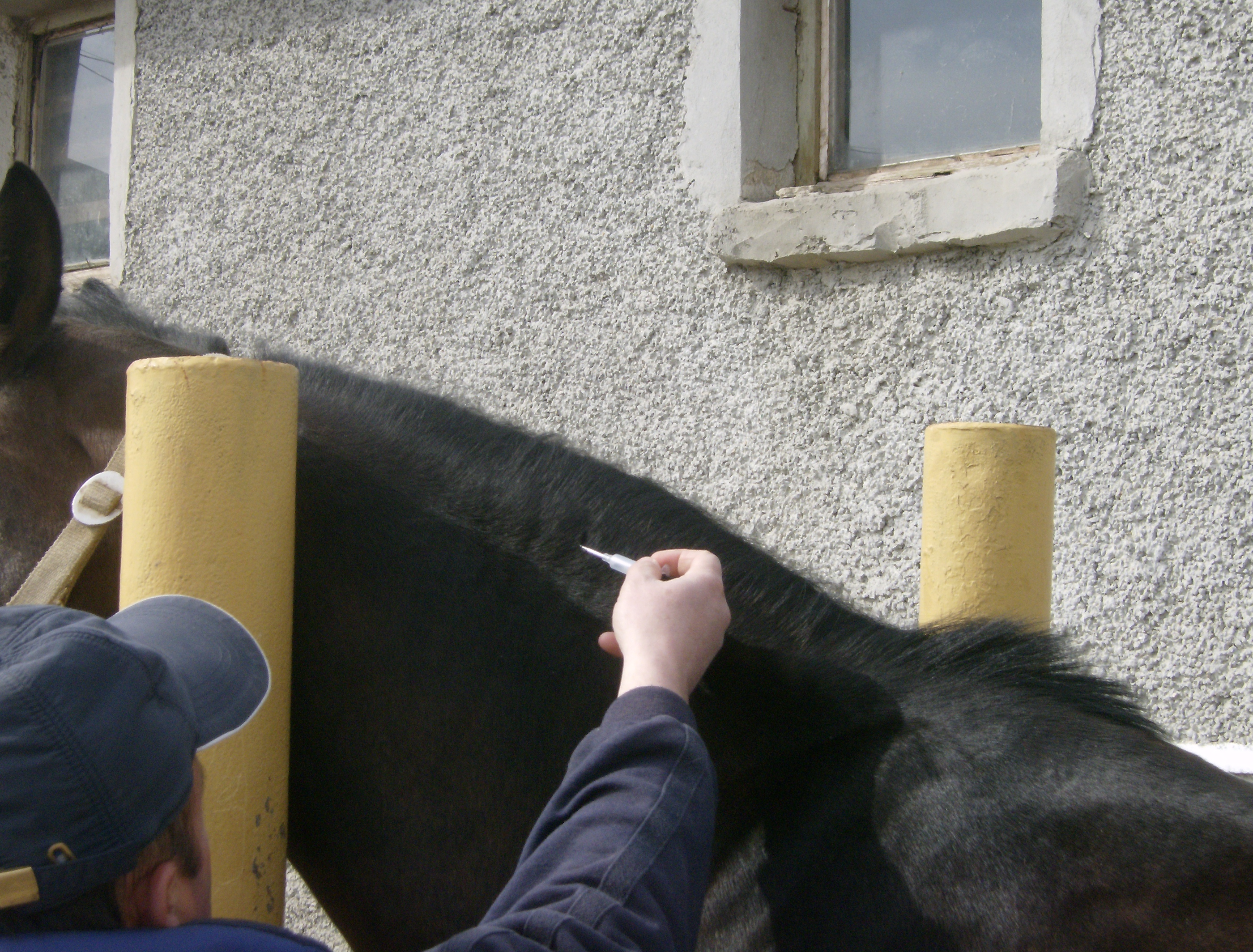
Implant d'un microxip subcutani a la nuca d'un cavall

D'acord amb la normativa europea, els èquids han d'estar identificats individualment, amb l'objectiu de regular-ne els moviments i intercanvis per a un millor control de la sanitat animal i de la traçabilitat d'èquids de criança. Tots els èquids s'han d'identificar abans del 31 de desembre del mateix any de naixement o abans de 6 mesos després del naixement, podent-se escollir la data més tardana d'aquestes. El marcatge es fa amb un microxip subcutani. Un cop marcat pot emetre’s el Document d'Identificació Equina (DIE) o passaport equí i adjudicar-li un número UELN (Universal Equine Life Number), que consisteix en un codi únic i individual vàlid per a identificar l'animal en qualsevol part del món durant tota la seva vida, i que ha de constar al passaport. La zona d'aplicació del xip és, subcutàniament, a la zona del lligament nucal i ha de ser llegible a una distància mínima de 12 cm. Els xips es distribueixen als diferents col·legis veterinaris provincials. En el cas de cavalls criats per a abastament es podrà aplicar una marca alternativa, consistent en una marca auricular electrònica. A Catalunya només poden aplicar el microxip aquells veterinaris que, després de demostrar una formació específica, hagin estat autoritzats pel Departament d'Agricultura de la Generalitat de Catalunya. Les dades dels èquids identificats s'informatitzen en una base de dades a nivell autonòmic i estatal.
Normativa aplicable:
- Reglament (CE) 504/2008 de la Comissió, del 6 de juny de 2008, pel qual s'apliquen les Directives 90/426/CEE i 90/427/CEE pel que fa als mètodes d'identificació dels èquids, regulant la identificació equina a nivell europeu (Diari oficial núm. L 149 del 7.6.2008).[8]
- Reial Decret 1515/2009, de 2 d'octubre, pel que s'estableix un sistema d'identificació i registre dels animals de l'espècie equina (Text refós)[9]

### Identificació d'oví i cabrum

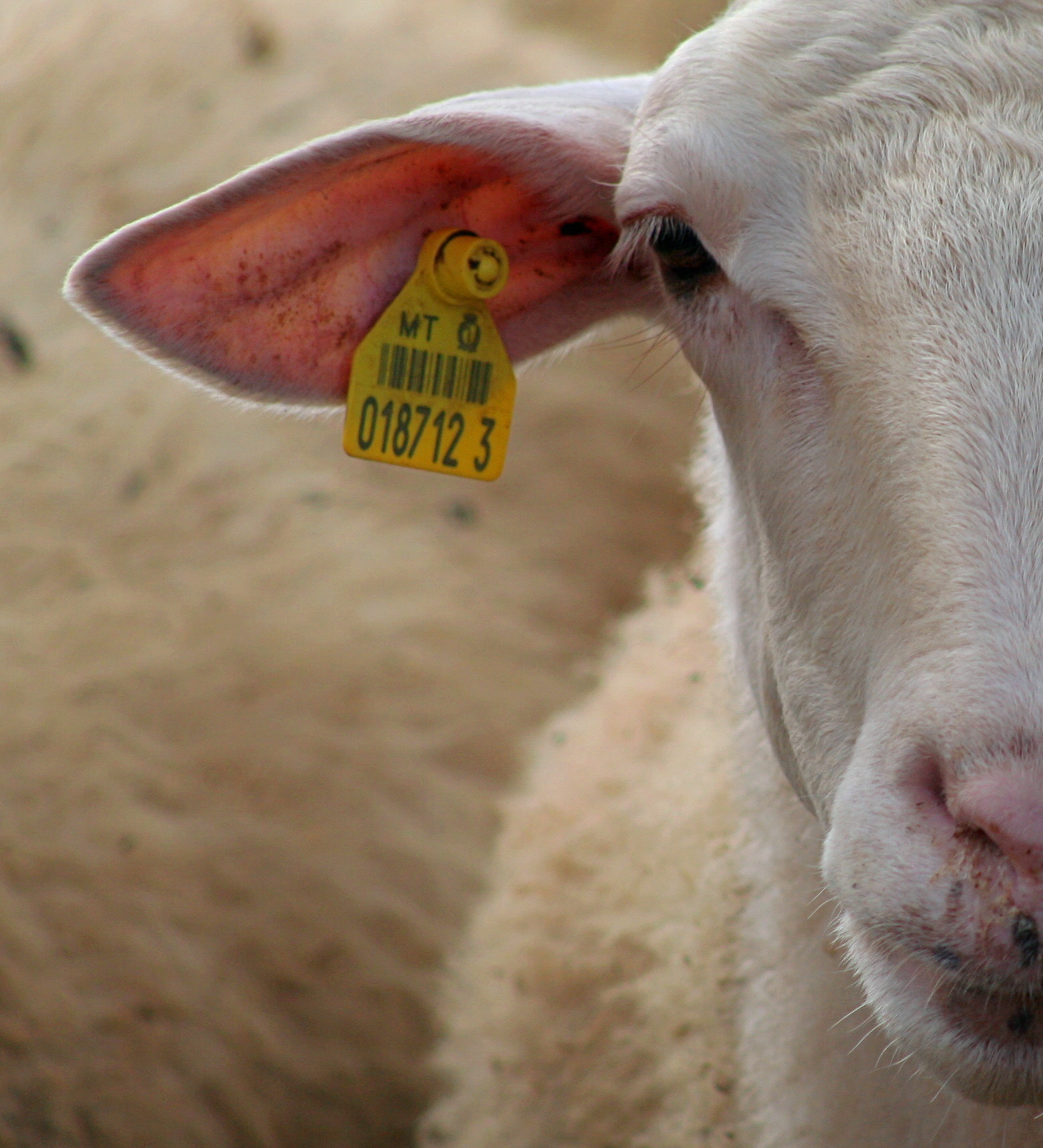
Ovella amb el seu cròtal auricular

A Catalunya. tots els animals de les espècies ovina i caprina, han de ser identificats abans dels sis mesos d'edat i en tot casabans que surtin de l'explotació de naixement, mitjançant dos cròtals idèntics, un a cada orella, i un bol ruminal amb dispositiu electrònic, que portaran un mateix codi d'identificació normalitzat. S'exceptuen d'aquesta mesura els animals joves destinats al sacrifici dins del territori espanyol, abans dels dotze mesos d'edat, en què serà suficient la identificació amb un únic cròtal a l'orella esquerra, i els animals de determinades races que, per raons de pes, fisiologia o altres, rebutgin o no retinguin els bols ruminals. En aquests casos es podrà demanar una identificació excepcional. Les unitats d'identificació són lliurades, per part del Departament d'Agricultura als veterinaris adjudicataris de campanyes de sanejament i als veterinaris de les associacions de races pures, que s'encarreguen d'identificar els animals. Alhora, cada explotació ha de portar un llibre de registres (manual o informatitzat) amb les dades relatives, entre d'altres, als codis d'identificació individual dels animals.
La identificació electrònica en ovelles i cabres, es basa en la introducció via oral d'un bol ruminal que conté un transponedor a l'interior. De tots els dispositius electrònics, s'ha demostrat que el bol ruminal ceràmic és superior a altres dispositius tant a nivell de retenció com d'eficàcia de lectura. Presenta una elevada eficàcia i capacitat de lectura (tant estàtica com dinàmica), així com una fàcil recuperació a l'escorxador. Gairebé no presenta pèrdues, ruptures ni errors electrònics. Es tracta del mètode triat per a la identificació electrònica segons la legislació vigent. Una alternativa al bol ruminal és el microxip injectable subcutani, però té l'inconvenient que es pot trencar degut a cops externs i afavorir l'aparició de fístules a través de les quals poden ser expulsats a l'exterior. A més, presenten migracions dificultant la seva localització i recuperació a l'escorxador. Presenten, ocasionalment, dificultat de lectura.
El bol s'ha de dipositar al fons de la boca, per sobre de la llengua, mitjançant un aplicador. Al retirar l'aplicador, s'ha de mantenir la boca de l'animal tancada fins que degluteixi. Un cop aconseguit, el bol passa a través de l'esòfag fins a arribar al fons del reticle o al rumen. En cas que arribi al rumen, transcorregut un cert temps i gràcies a les contraccions ruminals, es dipositarà al sac ventral del rumen i acabarà arribant al reticle. Si les característiques físiques del bol (dimensions i pes específic) són adequades, difícilment es produirà la regurgitació del bol i no podrà avançar a trams posteriors del tracte digestiu, ja que l'orifici reticulo-omasal és molt reduït. Perquè no alteri l'estat físic ni els rendiments productius dels animals identificats és recomanable l'aplicació dels bols a ovins amb pes superior a 25 Kg i a caprins amb pes superior a 15 Kg.
Normativa: 
- REGLAMENT (CE) núm. 21/2004 del Consell, de 17 de desembre de 2003, pel qual s'estableix un sistema d'identificació i registre dels animals de les espècies ovina i caprina i es modifica el Reglament (CE) núm. 1782/2003 i les Directives 92/102/CEE i 64/432/CEE. (DOUE núm. L005 - 09/01/2004).[12]

- Reial Decret 685/2013, de 16 de setembre, pel que s'estableix un sistema d'identificació i registre dels animals de les espècies ovina i caprina.[13]

- DECRET 14/2008, de 22 de gener, pel qual es regula l'aplicació dels sistemes d'identificació i registre del bestiar oví i cabrum a Catalunya.[10]

### Identificació en boví

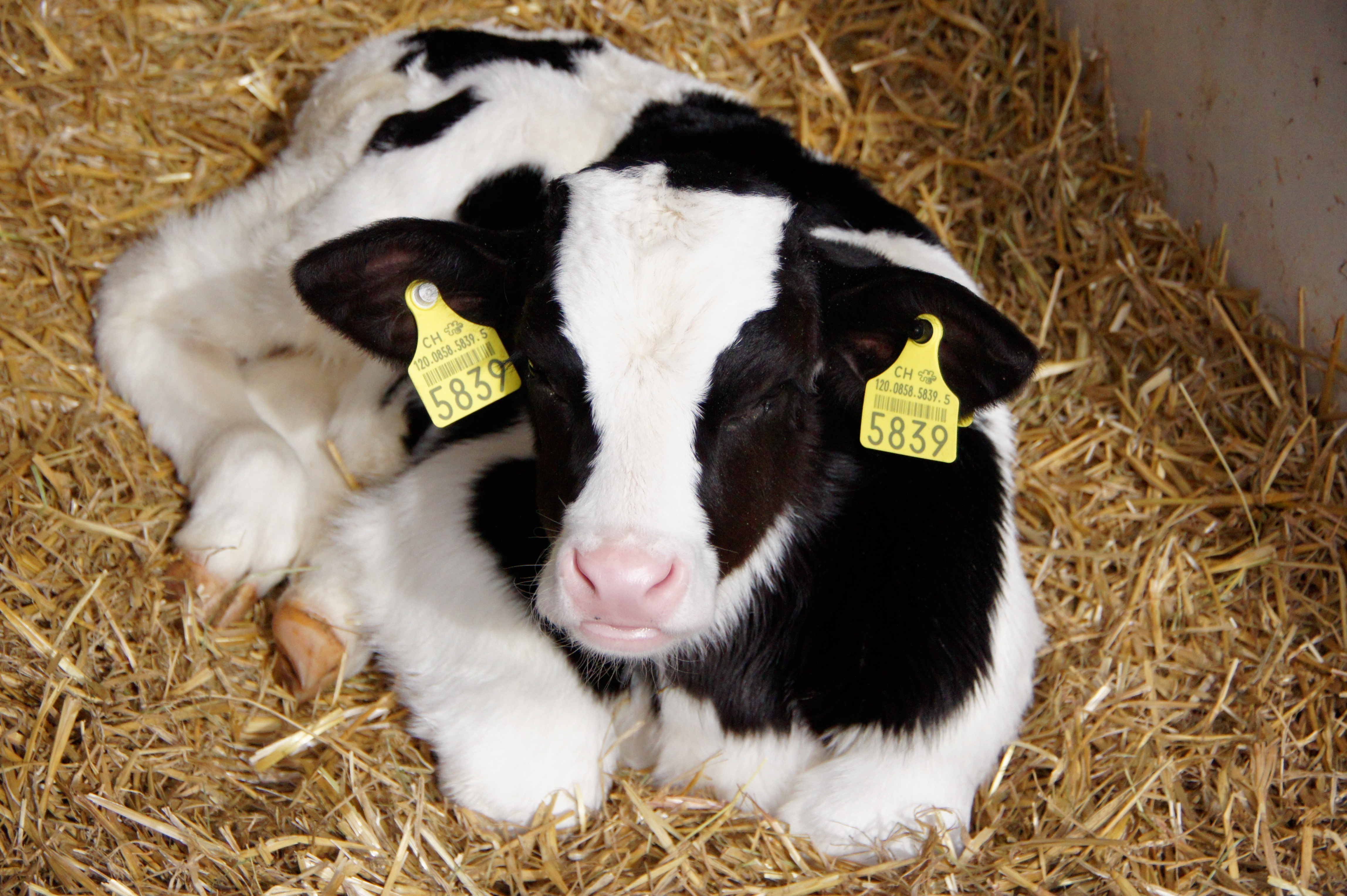
Un vedell amb els seus cròtals auriculars

D'acord amb la normativa europea, tots els bovins han d'estar identificats mitjançant dos cròtals auriculars homologats i disposar d'un document d'identificació bovina (DIB) o passaport, que tindrà el mateix i únic codi d'identificació, en forma alfanumèrica i en codi de barres. Cal notificar el naixement de l'animal a l'autoritat en un període de 20 dies després del naixement (es pot ampliar el període de col·locació dels cròtals pel ramat extensiu, en certes races, fins a 6 mesos), i anotar el naixement en el seu llibre de registre. Cada explotació ha de disposar d'un Llibre de registre on, entre altres dades, han de figurar les relatives als codis d'identificació de tots els animals.
Les marques identificatives s'han de col·locar una a cada orella de l'animal, dins els 30 dies següents al seu naixement, i sempre, abans que els animals surtin de l'explotació. En cas que els animals siguin de règim extensiu, les marques s'han de col·locar en el període que fixi la normativa comunitària, i abans que els animals siguin separats de les seves mares i surtin de l'explotació. Els cròtals han de ser d'un model homologat pel Ministeri d'agricultura, pesca i alimentació.
La identificació electrònica en bovins està en procés d'investigació, i no és obligatòria. Les explotacions que opten per aquest mètode d'identificació utilitzen els mateixos mètodes que a la identificació electrònica de petits remugants. (veure l'apartat d'Identificació electrònica d'ovelles i cabres). Amb la progressiva reducció dels preus dels dispositius electrònics d'identificació, a mitjà termini podria adoptar-se la identificació electrònica com a obligatòria a nivell estatal, pels avantatges que suposa en l'execució dels programes de control sanitari i control genealògic, a més de permetre l'automatització d'algunes tasques de les granges que requereixen la identificació individual dels animals.  
Normativa:  
- Reglament (CE) nº 911/2004 de la Comissió, de 29 d'abril de 2004, pel que s'aplica el Reglament (CE) nº 1760/2000 del Parlament Europeu i del Consell en el que respecta a les marques auriculars, els passaports i els registres de les explotacions.[14]
- Decisió de la Comissió, de 18 de gener de 2006, relativa a l'ampliació del termini màxim per a la col·locació de marques auriculars en determinats animals de l'espècie bovina-[15]